# Norte régió (Portugália)

A Norte régió Portugália térképén

A Região do Norte, magyarul Északi régió egyike Portugália hét NUTS II besorolású statisztikai célú területi egységének, központja Porto. 
A Norte régió közigazgatási egységet eredetileg 1969-ben hozták létre. Ez tovább volt osztva egy óceánmenti Litoral Norte nevű térségre (amelyben Viana do Castelo, Braga és Porto megyék csoportosultak) és a szárazföldi Interior Norte térségre (benne Vila Real és Bragança megyékkel). Idővel a régió közigazgatási határait módosították ezért ma már azok nem esnek egybe a megyehatárokkal. 1988-ban az Európai Unió direktíváinak megfelelően az országot statisztikai célú területi egységekre osztották, és a már létező Norte régió egy NUTS II térség lett, amelyet harmadik szintű NUTS III szubrégiókra bontottak tovább.
1988 óta a Norte régión belül találhatók a már említett Viana do Castelo, Braga, Porto, Vila Real és Bragança megyék, valamint a régió részben kiterjed Aveiro, Viseu, Guarda megyék területére is. Északról és keletről Spanyolország a szomszédja (nevezetesen Galicia valamint Kasztília és León autonóm közösségek), délről a Centro régió, nyugatról az Atlanti-óceán határolja.
A Norte régió legnagyobb és legnépesebb városai (2001):

Porto (263 131 lakos), Vila Nova de Gaia (178 255 lakos), Braga (109 460 lakos), Guimarães (52 181 lakos), Rio Tinto (47 695 lakos), Ermesinde (38 270 lakos), Viana do Castelo (36 148 lakos), Vila Real (24 481 lakos), Bragança (20 309 lakos).
- Régió teljes területe: 21 280 km²  (Kontinentális Portugália területének 24%-a).
- Régió teljes lakossága (2007): 3 744 800 fő (Kontinentális Portugália lakosságának 37%-a).
- Régió átlagos népsűrűsége (2007): 175.9 fő/km²

A Norte régió további nyolc NUTS III szubrégióra van felbontva, melyek a következők:
- Alto Trás-os-Montes
- Ave
- Cávado
- Douro
- Entre Douro e Vouga
- Grande Porto
- Minho-Lima
- Tâmega

A régión belül 86 község (portugálul concelho vagy município) található, ami Portugália települési önkormányzatainak 27,8%-a.
A Norte régió területileg megközelítőleg azonos a régi Entre-Douro-e-Minho és Trás-os-Montes történelmi tartományokkal.

## Külső kapcsolatok
- A Norte régió hivatalos weboldala (portugálul)
- Porto és Észak-Portugália turisztikai oldala
- Portugália hivatalos turisztikai oldala